# Euceratobunus pulcher
Genre
Espèce
Synonymes
- Ceratobunus pulcher With, 1903

Euceratobunus pulcher, unique représentant du genre Euceratobunus, est une espèce d'opilions eupnois de la famille des Sclerosomatidae.

## Distribution
Cette espèce est endémique du Bengale-Occidental en Inde. Elle se rencontre dans le district de Darjeeling .

## Description
L'holotype mesure 3,5 mm.

## Systématique et taxinomie
Cette espèce a été décrite sous le protonyme Ceratobunus pulcher par With en 1903. Elle est placée dans le genre Euceratobunus par Roewer en 1923.

## Publications originales
- With, 1903 : « New and old Phalangiidae from the Indian region. » Zoological Journal of the Linnean Society, vol. 28, p. 466–509 (texte intégral).
- Roewer, 1923 : Die Weberknechte der Erde. Systematische Bearbeitung der bisher bekannten Opiliones. Gustav Fischer, Jena, p. 1-1116 (texte intégral).